# Peter Strauss
Peter Strauss, född 20 februari 1947 i Croton-on-Hudson, Westchester County, New York, är en amerikansk skådespelare.
Han gjorde filmdebut 1969. Har medverkat i många TV-filmer och TV-serier. Till hans mest kända roller hör Rudy Jordache i De fattiga och de rika (1976). Han erhöll en Emmy Award 1979 för sin roll i The Jericho Mile.
Bland de filmer han medverkat i kan nämnas Soldier Blue (1970) och Den siste magnaten (1976).

## Filmografi (urval)
- 1970 – Soldier Blue
- 1976 – Den siste magnaten
- 1976 – De fattiga och de rika (TV-serie)
- 1979 – The Jericho Mile
- 1982 – Brisby och Nimhs hemlighet (röst)
- 1995 – I sista sekunden
- 2005 – xXx 2 - The Next Level
- 2007 – Bröllopsprovet